# لطيفة أمين
لطيفة أمين  ممثلة مصرية بدأت نشاطها مع فرقة رمسيس المسرحية  التي أسسها الفنان عزيز عيد في بدايات القرن العشرين. بدأت العمل بالسينما عام 1938 مع يوسف وهبي في فيلم «ساعة التنفيذ»، وانحصر نشاطها السينمائي خلال فترة الأربعينيات حيث أدت أدوارا ثانوية مساعدة غالبا دور الأم الشعبية والداية والدلالة.

## قائمة أفلامها
فيلم «ساعة التنفيذ» للمخرج يوسف وهبي عام 1938
فيلم «انتصار الشباب» للمخرج أحمد بدرخان عام 1941
فيلم «بنت ذوات» للمخرج يوسف وهبي 1942
فيلم «العامل» للمخرج أحمد كامل مرسي عام 1943
فيلم «البؤساء» للمخرج كمال سليم عام 1943
فيلم «ابن الحداد» للمخرج يوسف وهبي عام 1944
فيلم «حسن وحسن» للمخرج نيازي مصطفى عام 1945
فيلم «الفنان العظيم» للمخرج يوسف وهبي عام 1945
فيلم «نجف» للمخرج كامل الحفناوي عام 1946
فيلم «ملاك الرحمة» للمخرج يوسف وهبي عام 1946
فيلم «حرم الباشا» للمخرج حسن حلمي عام 1946
فيلم «الخمسة جنيه» للمخرج حسن حلمي عام 1946
فيلم "قلبي دليلي" للمخرج أنور وجدي عام 1947
فيلم «أحكام العرب» للمخرج إبراهيم عمارة عام 1947
فيلم «اليتيمتين» للمخرج حسن الإمام عام 1948
فيلم «أسرار الناس» للمخرج حسن الإمام عام 1951

## وصلات خارجية
- لطيفة أمين على موقع IMDb (الإنجليزية)
- لطيفة أمين على موقع الدهليز
- لطيفة أمين على موقع قاعدة بيانات الأفلام العربية
- لطيفة أمين على موقع الدهليز
- لطيفة أمين على موقع كاروهات